# Cerynea tetramelanosticta
Cerynea tetramelanosticta är en fjärilsart som beskrevs av Emilio Berio 1954. Cerynea tetramelanosticta ingår i släktet Cerynea och familjen nattflyn. Inga underarter finns listade i Catalogue of Life.